# Karyna Dziominskaya
Karyna Dziominskaya (25 augustus 1994) is een Wit-Russische boogschutster.

## Carrière
Dziominskaya nam 2015 deel aan het wereldkampioenschap in Kopenhagen waar ze in de eerste ronde won van de Indiase Rimil Buriuly met 6-0, in de tweede ronde won ze van de Slovaakse Alexandra Longova met 6-2, ze ging in de derde ronde onderuit tegen de Amerikaanse Khatuna Lorig met 5-6.
In 2019 nam ze opnieuw deel, in de eerste ronde won ze van de Colombiaanse Valentina Acosta Giraldo met 6-0 maar in de tweede ronde ging ze onderuit tegen de Deense Maja Jager met 4-6.
Ze nam ook deel aan de Europese Spelen 2019 in eigen land maar ze zilver veroverde in de landencategorie samen met Karyna Kazlouskaya en Hanna Marusava. Ook nam ze deel aan de Military World Games in Wuhan waar ze goud wist te veroveren in de landencategorie.

## Erelijst

### Europese Spelen
- 2019:  Minsk (team)

### Military World Games
- 2019:  Wuhan (team)